# Coccophagus basalis
Coccophagus basalis is een vliesvleugelig insect uit de familie Aphelinidae. De wetenschappelijke naam is voor het eerst geldig gepubliceerd in 1939 door Compere.